# Cristian Dumitrescu

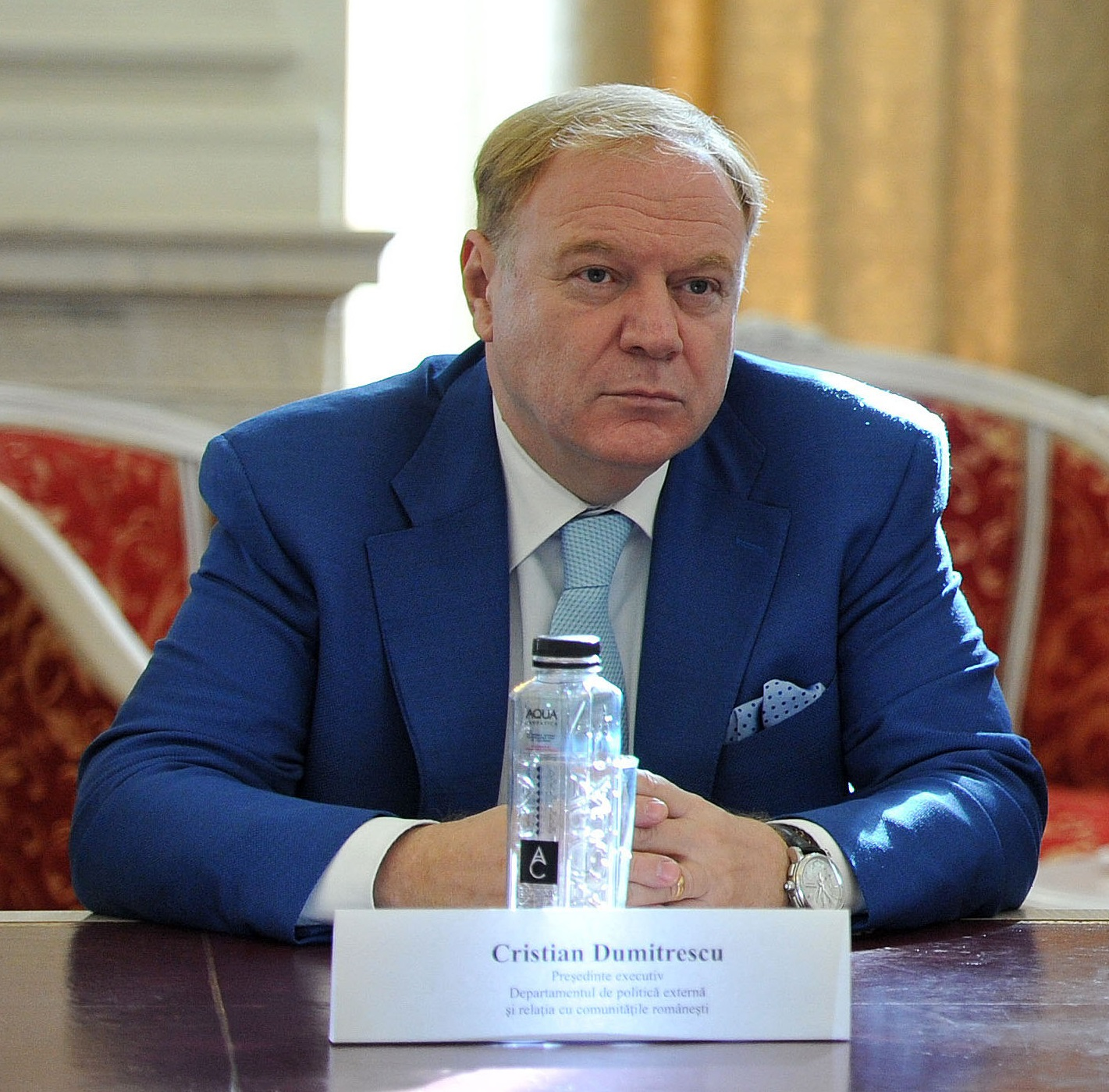
Cristian Dumitrescu

Cristian Dumitrescu (* 24. April 1955 in Bukarest, Rumänien) ist ein rumänischer Politiker und ehemaliges Mitglied des Europäischen Parlaments für die Partidul Social Democrat. Im Zuge der Aufnahme Rumäniens in die Europäische Union gehörte er vom 1. Januar bis zum 9. Dezember 2007 dem Europäischen Parlament an und war dort Mitglied in der Sozialdemokratischen Fraktion im Europäischen Parlament.

## Posten als MdEP
- Stellvertretender Vorsitzender im Rechtsausschuss
- Mitglied in der Delegation für die Beziehungen zu dem Mercosur
- Stellvertreter im Ausschuss für konstitutionelle Fragen
- Stellvertreter in der Delegation für die Beziehungen zu dem Palästinensischen Legislativrat